# Manuel Álvarez Torneiro
Manuel Álvarez Torneiro (La Coruña, 7 de julio de 1932-Ibidem, 8 de octubre de 2019) fue un periodista y poeta español, fundamentalmente en gallego.

## Biografía
Cursó estudios en la Escuela Superior de Altos Estudios Mercantiles de La Coruña. Después de desempeñar varios trabajos, se incorporó a La Voz de Galicia. Fue uno de los fundadores del grupo poético «Amanecer» en los años 1950 con Miguel González Garcés. Fue nombrado miembro de honor de la Asociación de Escritores en Lengua Gallega en 2011. En 2013 recibió el Premio Nacional de Poesía de España, siendo el primer poeta en lengua gallega en recibir este galardón. Ya había recibido en 1999 por Luz de facer memoria y en 2012 por Os ángulos da brasa el Premio de la Crítica de poesía gallega.

## Obra
De su obra, Armando Requeixo ha señalado que se trata de un encuentro feliz entre la «poesía hispana» y la estética gallega, dentro de un estilo que algunos críticos literarios califican como «culturalista», más preocupada en ocasiones por el perfeccionismo en la composición formal. Del conjunto de la misma, la mayoría en gallego, destacan, además de los señalados premios nacionales y de la crítica, Fértil corpo de soño, accésit del Premio Esquío de poesía en 1985, premio que ganó en 1994 con Rigorosamente humano; As voces consagradas (1992), Luz de facer memoria con la que obtuvo el Premio Miguel González Garcés en 1998 además del de la crítica. Repitió el González Garcés en 2000 con Campo segado. Onde nunca é mañá, es su última obra editada en 2014. Su trabajo poético en español consta de dos libros, Desnudo en barro (1983) y Cenizas en el salmo (1985).